# Жерар Муру
Жера̀р Албѐр Муру̀ (на френски: Gérard Albert Mourou) е френски физик, работил през голяма част от живота си в Съединените щати.
Роден е на 22 юни 1944 година в Албервил. През 1967 година получава бакалавърска степен по физика в Гренобълския университет, през 1970 година завършва и Университета „Париж-VI: Пиер и Мария Кюри“, където през 1973 година защитава докторска дисертация. Работи в Лабораторията за приложна оптика в Палезо (1974 – 1977), Рочестърския университет (1977 – 1988) и Мичиганския университет (1988 – 2005), след което за няколко години оглавява Лабораторията за приложна оптика. Работи главно в областта на лазерната оптика и физиката на електрическите полета.
През 2018 година, заедно с Артър Ашкин и Дона Стрикланд, получава Нобелова награда за физика „за преломни открития в областта на лазерната физика“.